# Brouwerij Haacht
Brouwerij Haacht is een bierbrouwerij in de Vlaams-Brabantse gemeente Boortmeerbeek in België, waar in 1898 voor de eerste maal bier werd gebrouwen.

## Melk

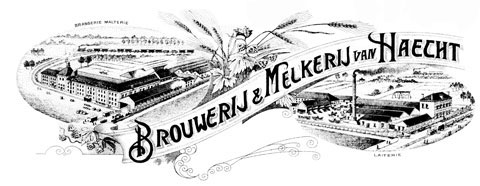
Oude logo tot 1929.

Het was ingenieur Eugène De Ro die in 1898 het eerste bier brouwde en de bestaande melkerij omdoopte tot Brouwerij en Melkerij van Haecht. Al vlug speelde de brouwer in op het nieuwe fenomeen, de pils. Het brouwen legde het bedrijf geen windeieren en in 1913 stond Brouwerij Haacht bij eerste producenten van België.
In 1929 stopte de melkproductie en ging men zich volledig toeleggen op het brouwen van bier. Er werd Bock, Export, Pils en Stout-Ale aan de man gebracht. Brouwerij Haacht haalde in 1937 het toenmalige record van 578.000 hectoliter per jaar.

## Overnamegolf
In de loop van de volgende decennia werden de volgende brouwerijen overgenomen: Bavaro-Belge (Brussel), Brasserie Vigenis (Luik), Brasserie Centrale de Péruwelz, Brasserie de Marchienne, Brasserie Centrale de Wasmes, Grote Brouwerijen Atlas (Anderlecht), Brasserie de l'Aigle (Doornik), Brouwerij Lust (Kortrijk), Brasserie de la Bassée (Frankrijk), Brouwerij Tielemans (Aarschot), Brasserie Fréteur (Lomme, Frankrijk), Brouwerij Excelsior (Gent), Brasserie le Coq Hardi (Rijsel, Frankrijk), Brouwerij Roberg (Ieper), Brouwerij De Gomme (Ruddervoorde), Brouwerij Cerkel (Diest), Brouwerij 't Hamerken (Brugge), Eupener Bierbrauerei (Eupen) en Bierbrouwerij De Leeuw (Valkenburg).

## Merken
Ondertussen stond de modernisering van het bedrijf niet stil en werd er in 1945 van vatenbier overgeschakeld naar flessenbier. Ook kwam er limonade en mineraalwater onder de naam VAL op de markt. Daardoor werd Brouwerij Haacht in 1953 de tweede brouwerij in België.
De pils, die aanvankelijk Super 8 heette, werd in 1975 omgedoopt tot Primus, genoemd naar Hertog Jan I van Brabant. In 1989 lanceerde men het Witbier Haacht en vanaf 1990 werden de Abdijbieren van Tongerlo in productie genomen.
Tongerlo Blond werd in september 2014 tijdens de World Beer Awards door een internationale jury verkozen tot beste bier ter wereld. Tongerlo Tripel won in 2022 op diezelfde World Beer Awards de titel van beste tripel ter wereld.

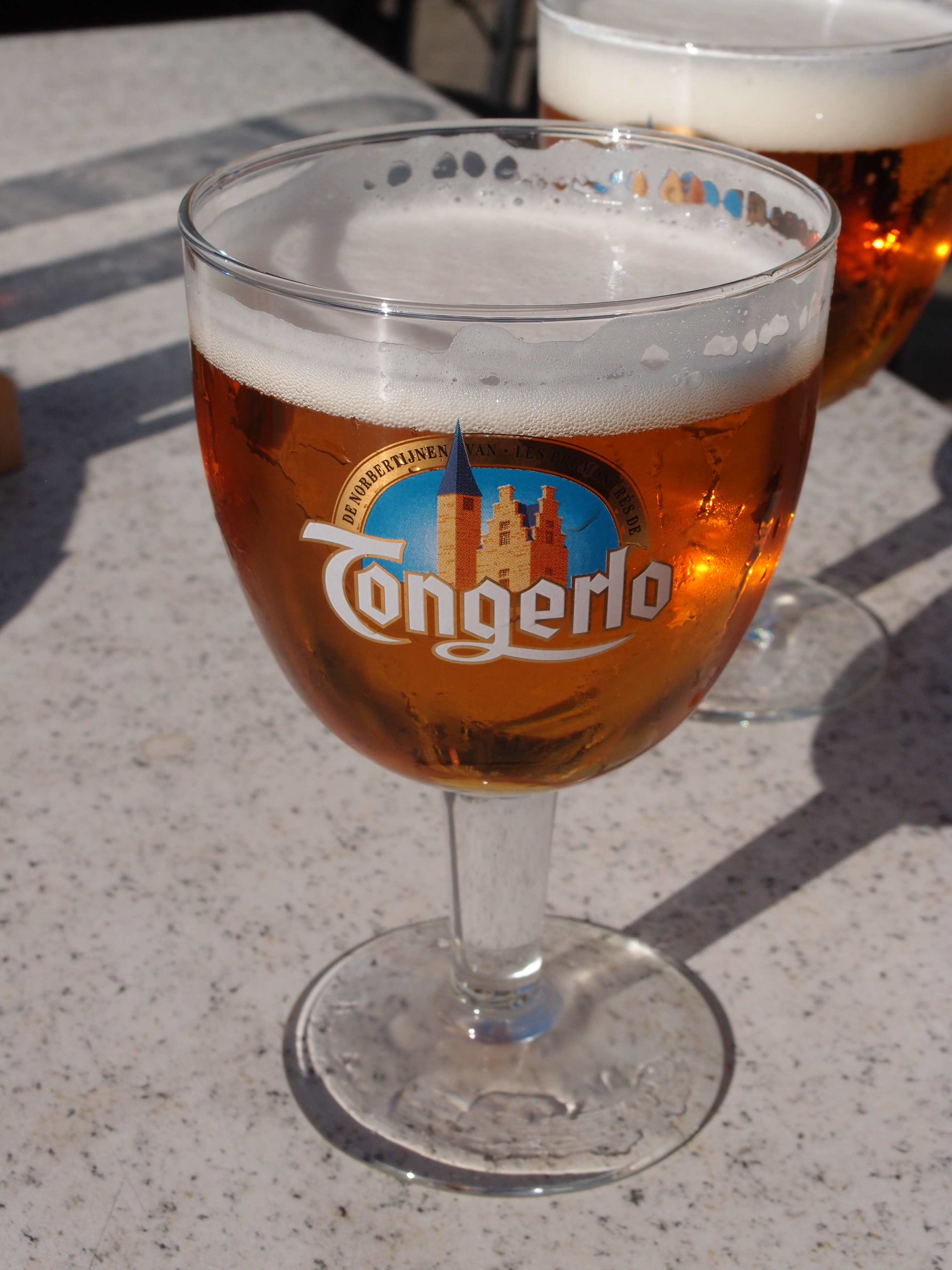
Tongerlo blond

Overzicht van bieren die gebrouwen worden door Brouwerij Haacht:
- Adler (pils)
- Coq Hardi (pils)
- Eupener (pils)
- Gildenbier
- Charles Quint
- Leeuw Pilsener (pils)
- Maltosa
- Mystic
- Ommegang (speciaalbier)
- Primus (pils)
- Star Light (0,4%)
- SUPER 8 (een gamma met verschillende bierstijlen)
- Tongerlo (abdijbieren)

## Beurs
Brouwerij Haacht is een onafhankelijk familiebedrijf, dat anno 2020 onder leiding stond van de vierde generatie, met name CEO Boudewijn van der Kelen. 
Brouwerij Haacht was anno 2019 de op twee na grootste brouwerij van België. Via de moedermaatschappij NV Brouwerij Handelsmaatschappij (afgekort: Co.Br.Ha.) is de brouwerij beursgenoteerd.
Via Brasserie du Coq Hardi is Co.Br.Ha. tevens eigenares van twee wijngaarden waarvan één in Montagne-Saint-Emilion (Château La Grande Barde) en één in Saint-Georges-Saint-Émilion (Château Haut-Saint-Georges).
Ten slotte is de brouwerij nog actief in de wijn- en likeurhandel, heeft ze een exclusiviteitscontract met Pepsi-Cola en heeft ze haar eigen koffiemerk Fuerto.

## Export
De export van de bieren van Brouwerij Haacht gaat vooral naar Nederland en Frankrijk. De brouwerij deed meermaals pogingen om haar bieren te lanceren in Noord-Amerika, doch dit bleek niet zo'n succes. Om deze poging kracht bij te zetten werd in 2016 de Canadese brouwerij Microbrasserie de l'Île d'Orléans (uit Québec) overgenomen. De betaling gebeurde volledig met eigen middelen. In 2022 richtte ze Haacht Brewery UK op, om de verkoop in Groot-Brittannië te stimuleren.